# Olle Nordemar
Olof Harry "Olle" Nordemar, född 25 juli 1914 i S:t Matteus församling i Stockholm, död 18 februari 1999 i Oscars församling i Stockholm, var en svensk oscarsbelönad filmproducent, fotograf, regissör, manusförfattare samt statistskådespelare.

## Biografi
Nordemar utbildade sig till filmklippare och filmfotograf under 1930-talet och anställdes som chefsfotograf hos Europafilm 1945. Eftersom han ville arbeta självständigt startade han med Lennart Bernadotte produktionsbolaget Artfilm 1947. Han sålde bolaget till Svensk Filmindustri 1966 som därigenom kom i besittning av rättigheterna till Artfilms Astrid Lindgren-barnfilmer. Han har spelat några statistroller i olika filmer, i Pippi Långstrump på de sju haven syns han som sjörövare. Vid Oscarsgalan 1951 tilldelades Nordemar en Oscar för Bästa dokumentär för Kon-Tiki.
Olle Nordemar är gravsatt på Galärvarvskyrkogården i Stockholm. Han var bror till Eric Nordemar.

## Regi
- 1942 – När lillan kom till jorden
- 1947 – Weekend i Nizza
- 1950 – Kon-Tiki

## Producent i urval
- 1951 – Tini-Kling
- 1953 – Mästerdetektiven och Rasmus
- 1955 – Luffaren och Rasmus
- 1956 – Rasmus, Pontus och Toker
- 1960 – Alla vi barn i Bullerbyn
- 1967 – Kullamannen (TV-serie)
- 1969 – Kråkguldet (TV-serie)
- 1969 – Pippi Långstrump (TV-serie)
- 1970 – Pippi Långstrump på de sju haven
- 1970 – På rymmen med Pippi Långstrump
- 1970 – Rötmånad
- 1972 – Mannen som slutade röka
- 1973 – Emil och griseknoen
- 1973 – Här kommer Pippi Långstrump
- 1975 – En kille och en tjej
- 1976 – Mina drömmars stad
- 1977 – Bröderna Lejonhjärta

## Filmfoto
- 1942 – Kan doktorn komma?
- 1943 – I mörkaste Småland
- 1944 – En dag skall gry
- 1945 – Tre söner gick till flyget

## Filmografi roller
- 1964 – Vi på Saltkråkan (TV-serie)
- 1972 – Mannen som slutade röka
- 1983 – Mot härliga tider